# (3979) Brorsen
(3979) Brorsen es un asteroide perteneciente al cinturón de asteroides, descubierto el 8 de noviembre de 1983 por Antonín Mrkos desde el Observatorio Kleť, České Budějovice, República Checa.

## Designación y nombre
Designado provisionalmente como 1983 VV1. Fue nombrado Brorsen en honor al astrónomo danés Theodor Brorsen.